# Heeren-Herken
Heeren-Herken ist ein Ortsteil der Stadt Rees im Kreis Kleve in Nordrhein-Westfalen. Bis 1974 war Heeren-Herken eine eigenständige Gemeinde im damaligen Kreis Rees.

## Geographie
Heeren-Herken liegt nordöstlich der Reeser Kernstadt und nordwestlich von Haldern. Der Ortsteil ist eine landwirtschaftlich geprägte Streusiedlung ohne verdichteten Siedlungskern. Die ehemalige Gemeinde Heeren-Herken besaß eine Fläche von 5,0 km².

## Geschichte
Heeren und Herken sind zwei alte Bauerschaften, die seit dem 19. Jahrhundert eine Landgemeinde in der Bürgermeisterei Haldern (seit 1928 Amt Haldern) im Kreis Rees im Regierungsbezirk Düsseldorf bildeten.
Am 1. Januar 1975 wurde Heeren-Herken durch das Niederrhein-Gesetz in die Stadt Rees eingegliedert.

## Einwohnerentwicklung
| Jahr | Einwohner | Quelle |
| ---- | --------- | ------ |
| 1832 | 205       | [ 3 ]  |
| 1861 | 201       | [ 2 ]  |
| 1871 | 193       | [ 4 ]  |
| 1885 | 186       | [ 5 ]  |
| 1910 | 226       | [ 6 ]  |
| 1925 | 216       | [ 1 ]  |
| 1939 | 174       | [ 7 ]  |

## Baudenkmal
Die Hofanlage Herkener Weg 20 steht unter Denkmalschutz.

## Kultur
Ein Träger des örtlichen Brauchtums ist der Allgemeine Schützenverein Helderloh Heeren Herken.